# Вулиця Віктора Забіли (Київ, Воскресенка)
Вулиця Ві́ктора Забі́ли — зникла вулиця, що існувала в Дніпровському районі міста Києва, місцевість Воскресенська слобідка. Пролягала від вулиці Валентина Сєрова до Задніпровського провулку.

## Історія
Вулиця виникла в 1-й половині XX століття під назвою Овідіопільський провулок. Назву Віктора Забіли вулиця отримала 1961 року на честь українського поета Віктора Забіли. 
Ліквідована в 1977 році у зв'язку зі знесенням старої забудови Воскресенської слобідки та частковим переплануванням місцевості.
З 1977 року на Деміївці існує вулиця Віктора Забіли.